# William B. Ross
William Bradford Ross, född 4 december 1873 i Dover, Tennessee, död 2 oktober 1924 i Cheyenne, Wyoming, var en amerikansk demokratisk politiker. Han var guvernör i Wyoming från 1923 fram till sin död.
Ross växte upp i Tennessee och flyttade 1901 till Cheyenne. Året efter gifte han sig med Nellie Tayloe och paret fick fyra barn. Ross var länge en framgångsrik advokat och åren 1906–1907 arbetade han som åklagare i Laramie County.
Ross vann guvernörsvalet i Wyoming 1922. Två år senare avled han i ämbetet. Då demokraterna efter hans frånfälle saknade kandidat i guvernörsvalet 1924, nominerades änkan Nellie som också vann valet och tillträdde den 5 januari 1925 som USA:s första kvinnliga guvernör.